# Hanno Tonder
Hanno Tonder (rodným jménem Hannón Tonder, přezdívaný Hanák, 13. října 1915 Praha – 21. února 1955 Praha) byl český právník a golfista, soutěžně vůbec nejúspěšnější golfový hráč období prvorepublikového Československa. Byl celkem třináctinásobným mistrem Československa, respektive Protektorátu Čechy a Morava. Kvůli odbojové činnosti svého bratra Ivo Tondera byl nacistickým i komunistickým režimem po dobu několika let vězněn, což jej posléze vedlo ke spáchání sebevraždy.

## Život

### Mládí
Narodil se v Praze do rodiny právníka Ferdinanda Tondera mladšího (1882–1940) a jeho manželky Slávy, rozené Zátkové. Děd z otcovy strany Ferdinand Tonder byl majetný pražský právník a zemským zástupce následníka trůnu Ferdinanda d˙Este, sídlícího na zámku Konopiště, matka Sláva Tonderová-Zátková, dcera podnikatele Vlastimila Zátky, pocházela z jihočeského mlynářského a podnikatelského rodu Zátků a byla akademickou malířkou. Po nabytí základního a středního vzdělání vystudoval právnickou fakultu a získal titul JUDr.

### Golfová kariéra
Již od mládí, tedy od začátku 30. let 20. století, se věnoval golfu a spolu se svým starším bratrem Ivem se stali členy Golfového klubu Líšnice , jehož hráčskou základnou bylo golfové hřiště v Líšnici poblíž Mníšku pod Brdy nedaleko Prahy. Mezi jeho členy patřili např. Prokop Sedlák mladší, JUDr. Jaroslav Hilbert, Gustav Schmaus a další. Roku 1933 Hanno Tonder poprvé zvítězil v Mistrovství Československé republiky v golfu. Nepřetržitě pak v této soutěži vítězil až do posledního mistrovství ČSR roku 1938. Též se roku 1936 obstojně umístil v soutěži amatérů Velké soutěže národů v Baden-Badenu mezi výraznou evropskou konkurencí.
Oženil se s Olgou Alexandrou Hochmanovou, žili v Praze a založili rodinu.
V dalších letech byl pak golfový sport výrazně zasažen okolnostmi druhé světové války a heydrichiády, jejíž obětí se mj. stal i předseda Golfového klubu Líšnice JUDr. Ludvík Vaněk.
Tonder získal mistrovský titul v mistrovstvích nově utvořeného Protektorátu Čechy a Morava, kdy zvítězil v ročnících 1939, 1941, 1942 a 1943. Roku 1944 byl však zatčen gestapem a uvězněn v souvislosti s faktem, že jeho bratr Ivo emigroval na začátku války do Spojeného království a stal se členem Brtiského královského letectva. Rodinné spojení bylo odhaleno po zajetí Ivo Tondera a jeho uvěznění v zajateckém táboře Sagan.

### Po roce 1945
Po skončení války byl Hanno Tonder propuštěn. Nadále pak pokračoval v golfové klubové činnosti. Titul mistra ČSR získal rovněž v letech 1947, 1948 a 1950, v roce 1949 skončil druhý za nadějným mladým golfistou Miroslavem Vostárkem.
Po únoru 1948 a nastolení komunistického režimu v Československu byla rodina Tonderova politicky perzekvována, což vedlo Ivo Tondera k opětovné emigraci do Velké Británie. Na základě tohoto faktu byl Hanno Tonder uvězněn a obviněn z protistátní činnosti ve spojení se svým bratrem a následně odsouzen na tři a půl roku vězení a nucených prací v uranových dolech na Příbramsku. Jeho majetek propadl státu a on mohl nadále pracovat pouze jako závozník.

### Úmrtí
Hanno Tonder svůj život dobrovolně ukončil, když 21. února 1955 spáchal v Praze sebevraždu. K té jej dovedl špatný psychický stav způsobený pobytem ve vězení, politickým útiskem a také faktem, že jej opustila jeho milovaná manželka.
Na golfovém hřišti v Líšnici po něm byla pojmenována jamek. Rovněž je zde hráván tzv. Memoriál Hanno Tondera.